# Sthenias yunnanus
Sthenias yunnanus är en skalbaggsart som beskrevs av Stefan von Breuning 1938. Sthenias yunnanus ingår i släktet Sthenias och familjen långhorningar. Inga underarter finns listade i Catalogue of Life.